# Ken Matthews

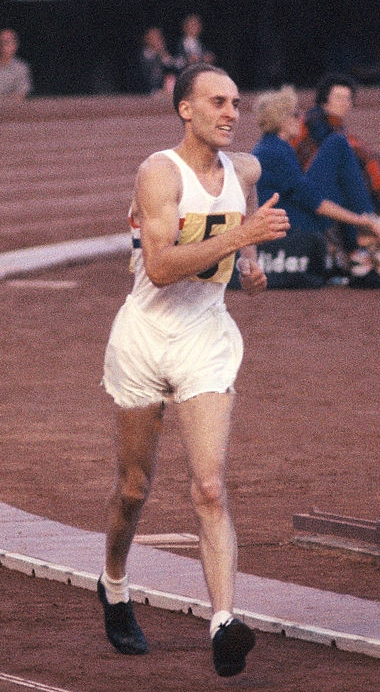
Ken Matthews

Ken Matthews (eigentlich: Kenneth Joseph Matthews; * 21. Juni 1934 in Birmingham; † 2. Juni 2019 in Wrexham) war ein britischer Geher und Olympiasieger.
Matthews gewann 1962 die Goldmedaille im 20-km-Gehen bei den Europameisterschaften in Belgrad. Mit diesem Sieg ging er bei den Olympischen Spielen 1964 in Tokio als klarer Favorit ins Rennen. Er gewann das Rennen in einer Zeit von 1:29:34 h mit einem Vorsprung von 1:39 Minuten auf den Zweitplatzierten, den Deutschen Dieter Lindner. Den dritten Platz belegte Wolodymyr Holubnytschyj aus der Sowjetunion. Matthews stellte mit dieser Zeit auch einen olympischen Rekord auf.
In der Folgezeit hielt er den inoffiziellen Weltrekord über 5 Meilen mit einer Zeit von 34:21 min und über 10 Meilen sowie jeden britischen Rekord über 5 Meilen. In den Jahren 1959 bis 1964 gewann er in Folge jeden RWA-Titel über 10 Meilen. Ein Sieg bei den Commonwealth Games blieb ihm verwehrt, da zu seiner aktiven Zeit diese Disziplin nicht ausgetragen wurde.